# Zac & Mia
Zac & Mia è una serie televisiva creata da Allen Clary e Andrew Rothschild per il network go90. La serie è basata sull'omonimo romanzo di A.J. Betts.

## Trama
La serie segue le vicende del diciassettenne Zac Meyer mentre si sottopone al trattamento della leucemia a Perth, in Australia. Incontra Mia, una ragazza malata di cancro nella stanza adiacente, e i due instaurano rapidamente una connessione.

## Episodi
| Stagione         | Episodi | Prima TV USA | Prima TV Italia |
| ---------------- | ------- | ------------ | --------------- |
| Prima stagione   | 12      | 2017         | 2020            |
| Seconda stagione | 12      | 2019         | inedita         |

## Personaggi e interpreti

### Personaggi principali
- Mia Phillips (stagioni 1-2), interpretata da Anne Winters
- Zac Meyer (stagioni 1-2), interpretato da Kian Lawley.

### Personaggi ricorrenti
- Jody (stagioni 1-2), interpretata da Keli Daniels.
- Vinnie (stagioni 1-2), interpretato da Tory Devon Smith.
- Helga (stagione 1), interpretata da Tia Barr.
- Cam (stagione 1), interpretato da James Boyd.
- Paul (stagione 1), interpretato da Brian Byrnes.
- Chloe (stagione 1), interpretata da Meg DeLacy.
- Dr. Lydell (stagione 1), interpretato da Jonathan Ohye.
- Rachel (stagione 1), interpretata da Sabrina Revelle.
- Bec (stagione 1), interpretata da Alexis G. Hall.
- Krista (stagione 1), interpretata da Andrea Bogart.
- Evan (stagione 1), interpretato da Tanner Stine, doppiato da Andrea Oldani.
- Ashley (stagione 2), interpretata da Kelsey Formost.
- Ollie (stagione 2), interpretato da Paul Karmiryan.
- Kyle (stagione 2), interpretato da Josh David.

## Premi
La serie ha ricevuto due Daytime Emmy e altre quattro nomination ai Daytime Emmy nel 2018.